# Tolmin

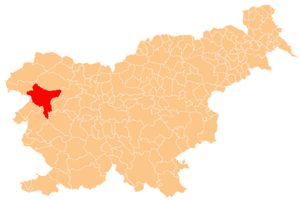
Tolmins läge i Slovenien.

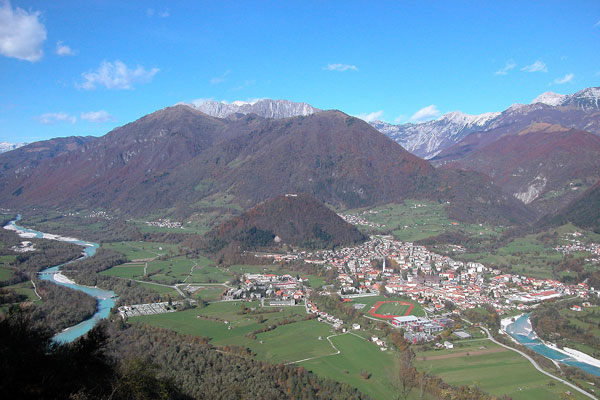
Tolmin

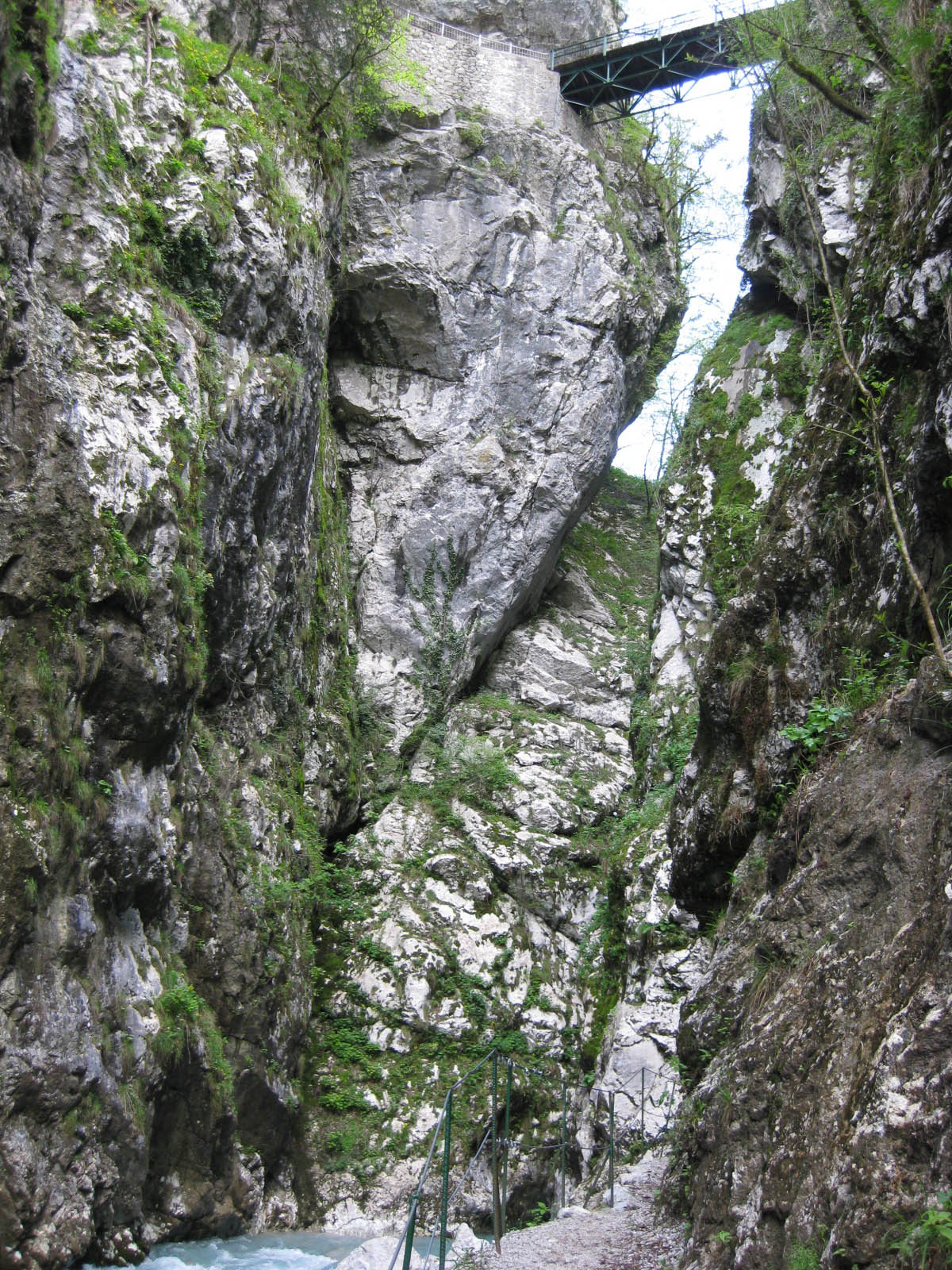
Djävulsbron i Tolminravinen

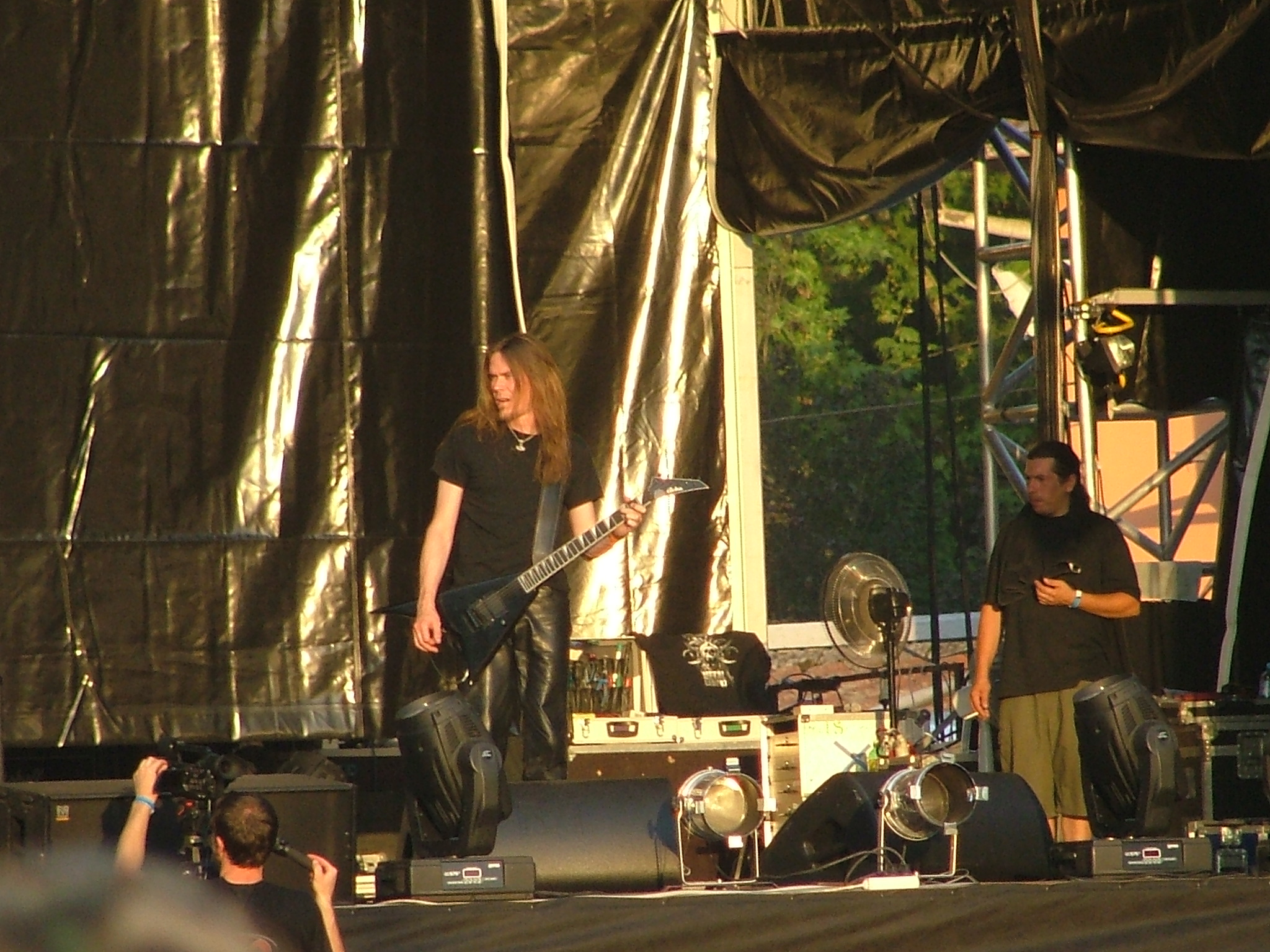
Det svenska death-metalbandet Unleashed på Metalcamp i Tolmin 2007

Tolmin är en stad och kommun i nordvästra Slovenien. Hela kommunen hade 11 951 invånare i slutet av 2007, varav 3 583 invånare bodde i själva centralorten. Tolmin är den största tätorten i övre Sočadalen, och är ekonomiskt, administrativt och kulturellt centrum för hela dalen. Under senare år har staden blivit känd för hårdrocksfestivalen Metalcamp, som äger rum här varje sommar och som lockar besökare och metal-band från många olika länder.

## Natur
Tolmin ligger på en platå mellan floderna Soča och Tolminka. Nära staden finns Tolminska Korita (Tolmin-ravinen), som är ett stycke ovanlig och vild natur och som är den sydligaste ingången till Triglavs nationalpark. Redan på 1950-talet anlades en väg hit för turister. Man kan vandra längs Tolminka till de varma källorna och längs floden Zadlascica till det s.k. Björnhuvudet, som är ett stort klippblock mellan bergväggarna i ravinen. Här finns också ingången till Zadlaska-grottan eller Dantes grotta. Det senare namnet har den fått därför att det sägs att Dante Aligheri besökt grottan och området på 1300-talet och här fått inspiration till "Divina Commedia" (Den gudomliga komedin). Tillbaka kan man gå över Djävulsbron, som byggdes 1907 och först var av trä, men som numera är en järnkonstruktion.

## Historiska minnesmärken
Några kilometer från Tolmin finns Spominska Cerkev Svetega Duha (Den helige Andens minneskyrka), som är ett monument från första världskriget över soldater från Österrike-Ungern som stupade vid Sočafronten 1915 - 1917. Kyrkan finns med på Europeiska kulturarvslistan sedan 2006. Inte långt från Tolmin, ovanför Kobarid, finns också ett monument över italienska soldater som stupade vid samma front. Nära Tolmin, där Soča och Tolminka möts, finns även ett monument över tyska soldater.

## Museer i Tolmin med omgivningar, ett urval
- Tolmins museum: arkeologi etnologi, allmän historia och konsthistoria
- Arkeologiska museet i Most na Soči: föremål från utgrävningar av Sveta Lucija/Hallstattkulturen under järnåldern
- Vrsno: Huset där poeten Simon Gregorčič föddes.
- Slap ob Idrijci: Huset där författaren Ciril Kosmač föddes.
- Kobarids museum:  om första världskriget

## Musik
Varje sommar anordnas hårdrocksfestivalen "Metal Camp" i Tolmin. Under somrarna 2002 - 2009 var det också reggae-festival, "Soča Riversplash reggae festival" i staden.

## Jordbruk och turism
Tolmin och dess omgivningar är känt för sina goda ostar. Många lantbrukare har mjölkkor i varierande antal. På somrarna låter många sina kor beta i bergen, vid fäbodar där man också tillverkar ost och andra mejeriprodukter enligt gammal tradition. Många har också får och getter. Biodling är vanligt, så honung är också en välkänd lokal produkt.
Det finns flera bondgårdar i området där turister kan bo och uppleva livet på landet. Vissa av gårdarna är ekologiska. Annars kommer många turister för den vackra naturens skull, för att fiska i floderna eller ägna sig åt olika sporter.

## Sport och aktiviteter
På floden Soča kan man paddla kajak eller ägna sig åt rafting (forsränning). Man kan vandra i bergen, eller cykla. Det finns fina vandringsleder och cykelleder. Möjligheter till bergsklättring finns också, liksom fallskärmsflygning. Vintertid finns möjlighet till utförsåkning i någon av de skidanläggningar som finns i närheten.